# Svetovni pokal v veslanju
Svetovni pokal v veslanju je mednarodni pokal v veslanju, ki ga od leta 1997 organizira Mednarodna veslaška zveza. Sestavljen je iz treh regat (razen leta 2001, ko so bile na sporedu štiri), ki se odvijajo v začetku poletja. V vsaki kategoriji se točke dodeljujejo najboljšim sedmim čolnom, po zadnji tekmi pa se rezgalsi zmagovalec. Vodilna posadka čolna v sezoni nosi rumeno majico. Med letoma 2003 in 2005 je bil glavni sponzor pokala podjetje BearingPoint. Doslej je bilo tekmovanje le enkrat organizirano izven Evrope..

## Tekme

### 2009
- Lake of Banyoles, Španija (29.-31. maj)
- Oberschleissheim, München, Nemčija (19.-21. junij)
- Rotsee, Luzern, Švica (10.-12. julij)

### 2008
- Oberschleissheim, München, Nemčija (8.-11. maj)
- Rotsee, Luzern, Švica (30. maj - 1. junij)
- Jezero Malta, Poznań, Poljska (20.-22. junij)

Skupni zmagovalec: Velika Britanija 

### 2007
- Donava, Linz/Ottensheim, Avstrija (1.-3. junij)
- Bosbaan, Amsterdam, Nizozemska (22.-24. junij)
- Rotsee, Luzern, Švica (13.-15. julij)

Skupni zmagovalec: Velika Britanija 

### 2006
- Oberschleissheim, München, Nemčija (25.-27. maj)
- Jezero Malta, Poznań, Poljska (15.-17. Junij)
- Rotsee, Luzern, Švica (7.-9. Julij)

Skupni zmagovalec: Nemčija

### 2005
- Dorney Lake, Dorney, Združeno kraljestvo (26.-28. maj)
- Oberschleissheim, München, Nemčija (17.-19. Junij)
- Rotsee, Luzern, Švica (8.-10. julij)

Skupni zmagovalec: Nemčija

### 2004
- Jezero Malta, Poznań, Poljska (7.-9. maj)
- Oberschleissheim, München, Nemčija (27.-29. maj)
- Rotsee, Luzern, Švica (18-20 June)

Skupni zmagovalec: Nemčija

### 2003
- Idroscalo, Milano, Italija (29.-31. maj)
- Oberschleissheim, München, Nemčija (20.-22. junij)
- Rotsee, Luzern, Švica (11.-13. julij)

Skupni zmagovalec: Nemčija

### 2002
- Hazewinkel, Belgija (14.-16. junij)
- Oberschleissheim, München, Nemčija (12.-14. julij)
- Rotsee, Luzern, Švica (1.-3. avgust)

Skupni zmagovalec: Nemčija

### 2001
- Princeton, ZDA (26.-28. april)
- Guadalquivir, Sevilla, Španija (14.-16. junij)
- Alte Donau, Dunaj, Avstrija (28.-30. junij)
- Oberschleissheim, München, Nemčija (13.-15. julij)

Skupni zmagovalec: Nemčija

### 2000
- Rotsee, Luzern, Švica (4.-6. marec)
- Dunaj, Avstrija (23.-25. Junij)
- Oberschleissheim, München, Nemčija (14.-16. julij)

Skupni zmagovalec: Nemčija

### 1999
- Hazewinkel, Belgija (28.-30. maj)
- Alte Donau, Dunaj, Avstrija (18.-20. junij)
- Rotsee, Luzerne, Švica (9.-11. julij)

Skupni zmagovalec: Nemčija

### 1998
- Oberschleissheim, München, Nemčija (29.-31. maj)
- Hazewinkel, Belgija (19.-21. Junij)
- Rotsee, Luzern, Švica (10.-12. julij)

Skupni zmagovalec: Nemčija

### 1997
- Oberschleissheim, München, Nemčija (31. maj - 1. junij)
- Pariz, Francija (21.-22. junij)
- Rotsee, Luzerne, Švica (11.-13. julij)